# Dolina Wielkiej Huczawy

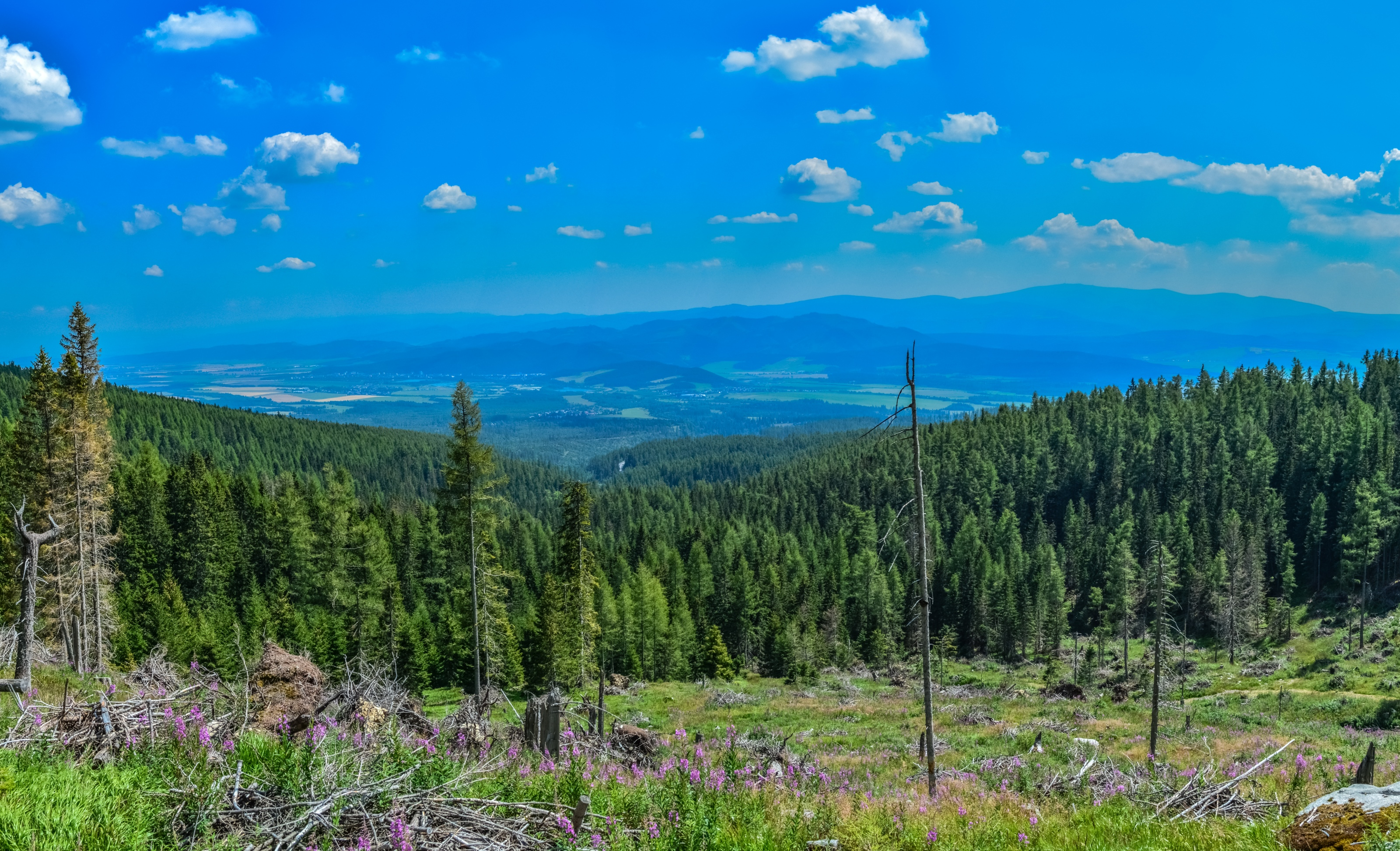
Dolina Wielkiej Huczawy

Dolina Wielkiej Huczawy (słow. dolina Veľkej hučavy, niem. Tal des Großen Rauschbaches, Tal des Großen Rausches) – niewielka tatrzańska dolina u podnóża Tatr Wysokich, położona na terenie Słowacji. Otaczają ją ramiona odchodzące od Tępej (Tupá, 2285 m n.p.m.):
- w kierunku północno-zachodnim z masywem Osterwy, które oddziela ją od Złomisk (Zlomisková dolina), odnogi Doliny Mięguszowieckiej (Mengusovská dolina),
- w kierunku wschodnim ze szczytem Klina, które oddziela ją od Doliny Stwolskiej (Štôlska dolina)[1].

Wyróżnić można dwie części doliny: tatrzańską o długości ponad 3,5 km od Drogi Wolności do wierzchołka Tępej oraz pozatatrzańską poniżej Drogi Wolności aż do miejscowości Stwoła. Część górną tworzą granitowe skały trzonu krystalicznego Tatr, natomiast dolną – czwartorzędowe osady stożków deluwialnych. W dolinie tej nie było lodowca, nie ma tu więc stawu.
Doliną biegnie trasa Magistrali Tatrzańskiej, łącząca ją przez Przełęcz pod Osterwą z Doliną Mięguszowiecką. Dawniej prowadził doliną także niebieski szlak pieszy i konny od Drogi Wolności na Osterwę.
Dolina Wielkiej Huczawy ma dwie odnogi. W stronę północno-wschodnią na wysokości ok. 1300 m odbiega płytka dolina Ryniczki (Ryničky), natomiast niżej w tym samym kierunku odgałęzia się Dolina Małej Huczawy (dolina Malej hučavy), łącząca się z główną doliną już poza granicami Tatr.
Dolną częścią doliny płynie potok Wielka Huczawa (Veľká hučava), którego źródła położone są na wysokości ok. 1600 m. Jedynym jej większym dopływem jest Mała Huczawa (Malá hučava), płynąca z Doliny Małej Huczawy. Nazwy dolin pochodzą bezpośrednio od nazw potoków, te zaś od huku płynącej wody.
Dawniej Dolina Wielkiej Huczawy wraz z terenami Doliny Batyżowieckiej należała do państwa batyżowieckiego. W 1897 r. została wykupiona od spadkobierców Ferenca Máriássyego przez Christiana Hohenlohego. Od roku 1928 tereny te zostały przejęte przez państwo czechosłowackie. Dziś jest to rezerwat ścisły TANAP-u.

## Szlaki turystyczne
– znakowana czerwono Magistrala Tatrzańska na odcinku od Przełęczy pod Osterwą do Batyżowieckiego Stawu. Czas przejścia: 1:40 h, z powrotem tyle samo.